# Grattacielo Sentinel
Sentinel (a volte semplicemente The Sentinel o Torre Sentinel) è un grattacielo residenziale di lusso di Takapuna, sobborgo di Auckland in Nuova Zelanda. Unico grattacielo della zona, ospita 30 piani ed è alto 150 metri con la guglia. Offre viste panoramiche sul porto di Waitematā, sul più ampio golfo di Hauraki e sulla città di Auckland. The Sentinel è stato aperto ai primi residenti nel febbraio 2008.